# Симфония № 3 (Мясковский)
Симфония № 3 a-moll, op. 15 — сочинение в 2-х частях русского композитора Н. Я. Мясковского для оркестра тройного состава (шесть валторн), завершённое в 1914 году до отправления композитора на фронт Первой мировой войны. Третья симфония относится к первому периоду творчества Мясковского — предвоенному, дореволюционному или периоду русского музыкального модернизма, считается наиболее зрелым произведением композитора времён Серебряного века. Впервые исполнена в Москве 14 (27) февраля 1915 года под управлением Э. А. Купера. Партитура напечатана в 1927 году издательством Музсектора Госиздата. Произведение посвящено Б. В. Асафьеву.

## История создания
Первое упоминание о Третьей симфонии как о сочинении с трагическим уклоном встречается в дневниковой записи композитора от 8 февраля 1911 года. О завершении клавира Мясковский записал в дневнике: «1914 21/III — Окончил 3-ю (трагическую) симфонию в двух частях». Работа над оркестровкой была окончена летом 1914 года после призыва Мясковского в армию с началом Первой мировой войны и перед его отправлением на фронт. В сентябре 1927 года композитор откорректировал голоса оркестра симфонии. Партитура и авторское переложение для фортепиано в 4 руки были опубликованы в 1927 году издательством Музсектора Госиздата. Также имеется переложение для 2-х фортепиано в 8 рук П. А. Ламма.

## Части
Третья симфония Мясковского состоит из 2-х частей и длится около 45 минут:
- I. Non troppo vivo, vigoroso
- II. Deciso e sdegnoso

В творческом наследии композитора встречается ещё только одна двухчастная симфония — Седьмая.

## Анализ и оценки
Ю. Д. Энгель в отзыве о первом исполнении Третьей симфонии писал в феврале 1915 года, что 34-летний Н. Я. Мясковский «не только настоящий композитор, но в смысле творческой потенциальности и настоящий симфонист», хотя не вполне «овладел тем высшим звуковым ясновидением», который свидетельствовал бы о воплощении его симфонического потенциала:

В этом композиторе прежде всего привлекает «нутро» — стихийная потребность души, вспоённой столь же Чайковским, сколько Скрябиным и Вагнером, высказать себя в звуках, а не только дать что-нибудь красивое или просто музыкально-«вкусное», как это часто ныне бывает. <…> И в колорите, и в гармонии, и в построениях он слишком склонен всё сгущать, обрывать и опять громоздить Оссу на Пелион. Так что в конце концов симфония его, богатая по музыкальному содержанию и сильная искренним пафосом, кажется одновременно и слишком однообразной, и недостаточно единой.

Трудно, впрочем, говорить о сложном симфоническом произведении, прослушав его только раз, да ещё в самый разгар сезонной сутолоки. Но даже при таких условиях сочинение Мясковского вызывает живую симпатию к композитору и производит впечатление большой победы «на путях» к тому симфоническому ясновидению.— Энгель Ю. Д. Опубликованная в газете «Русские ведомости» рецензия была перепечатана в журнале «Музыка», № 211 (21 февраля), 1915, с. 133—134.
В ответ на сообщаемые Е. В. Копосовой-Держановской впечатления о премьере Н. Я. Мясковский писал с фронта, что при сочинении произведения более увлекался психологической подоплекой финала:

1-я часть симфонии мне не удалась — она рассудочна; в ней есть удачные моменты, особенно формально-технические, но психологически она не цельна, так как сочинялась более урывками и временами в холодноватом состоянии. <…> Но самый факт, что музыка финала Вас затронула, меня глубоко задевает, значит мне всё-таки удалось наконец заговорить музыкой… Если бы мне удалось ещё писать, то я надеюсь, что, наконец, стану настоящим композитором, а не музыкантствующим чиновником.— Письмо Н. Я. Мясковского Е. В. Копосовой-Держановской.
Официальное советское музыковедение в лице Ю. В. Келдыша оценивало Третью симфонию как самое пессимистичное сочинение Мясковского, основным тонусом которого было «оцепенение от безысходности». С такой оценкой не соглашался А. А. Иконников, когда цитировал статьи Б. В. Асафьева, сравнивавшего Мясковского с Микеланджело. Иконников выделял внутренний динамизм в качестве достоинства раннего периода творчества композитора.

## Исполнения
- 1915 — 14 (27) февраля первое исполнение в Москве в седьмом симфоническом собрании Русского музыкального общества (РМО) под управлением Э. А. Купера[8]
- 1916 — 14 июня в концертном зале Павловского вокзала под управлением А. П. Асланова, в том же концерте С. С. Прокофьев сыграл свой Второй концерт для фортепиано с оркестром[9]
- 1923 — премьера в Варшаве под управлением Гжегожа Фительберга[10][11]
- 1928 — 22 апреля в Москве в концерте Ассоциации современной музыки под управлением Штефана Штрассера. Место для проведения репетиций и концерта предоставил Всеволод Мейерхольд в руководимом им театре. К этому исполнению в журнале «Современная музыка» (1928, № 27) был опубликован тематический анализ сочинения[12]. О. П. Ламм воспоминала, когда дирижёр «исполнил симфонию, в зале воцарилось то молчание, которое всегда бывает признаком глубокого волнения слушателей. Штрассер оказался чудесным, тонким музыкантом, <…> симфония имела очень большой успех»[13]. Мясковский писал Прокофьеву, что остался доволен тем исполнением: «Повезло мне с 3-й симфонией, — её экспромтом (вместо 8-й, материал которой не попал и сюда) сыграл венгерский дирижёр Ст. Штрассер — и сыграл очень хорошо: музыкально и эмоционально. Я удивился, что старушка прозвучала ещё очень свежо и впечатлительно»[14]. В. Я. Шебалин также выделял Штрассера в ряду интерпретаторов симфоний Мясковского[15]
- 1933/34 — впервые в Ленинграде симфония была исполнена в самом начале 1930-х годов оркестром Ленинградской филармонии под управлением А. В. Гаука[16]
- 1935 — 4 ноября в Москве в концерте по радио из произведений Н. Я. Мясковского под управлением Г. Себастьяна, когда кроме Третьей симфонии исполнялись Серенада op. 32, № 1 и фрагменты из Одиннадцатой симфонии[17]

## Записи
- 1965 — ГСО СССР под управлением Е. Ф. Светланова, «Мелодия» С 01015-6 (1965)[18]
- 1991—1993 — Государственный академический симфонический оркестр России под управлением Е. Ф. Светланова, запись из Большого зала Московской консерватории, выпуски:
  - «Русский диск» RDCD 00661 (2001)[19]
  - Olympia — Myaskovsky Complete Symphonic Works Vol. 3 OCD 733 (2001)[20]
  - Warner Classic 2564 69689-8 (2007)[21]